# Sergej Šepelev
Sergej Michajlovič Šepelev (in russo Серге́й Миха́йлович Ше́пелев?; Nižnij Tagil, 13 ottobre 1955) è un ex hockeista su ghiaccio russo, fino al 1991 sovietico.

## Palmarès

### Olimpiadi invernali
- 1 medaglia[1]:
  - 1 oro (Sarajevo 1984)

### Mondiali
- 3 medaglie[1]:
  - 3 ori (Svezia 1981; Finlandia 1982; Germania Ovest 1983)